# PDF/VT
PDF/VT est une norme internationale publiée par l'ISO en août 2010 sous le code ISO 16612-2. Elle a été définie pour faciliter l'usage du PDF comme un format d'échange adapté aux besoins de l'éditique (impression de données variables et transactionnelles, d'où le nom du format). 
Construite sur la base de PDF/X-4, cette norme est le premier format éditique basé sur les propositions du International Color Consortium (ICC) à travers l'usage des profils ICC. Ce format inclut la notion d'objets graphiques encapsulés pour un traitement efficace et optimisé des textes, graphiques et images. 
Les exigences de la pratique et les avantages de PDF / VT sont expliqués plus en détail, ainsi que des recommandations connexes, dans différents guides, par exemple un guide de la société de services Global Graphics, 
ou du Ghent Workgroup (association regroupant des intervenants dans le monde graphique : fournisseurs, consultants, établissements d'enseignement, les fournisseurs de services, et utilisateurs).